# Atletik under sommer-OL 2016 - 800 meter løb (herrer)
800 meter løb for herrer under Sommer-OL 2016 fandt sted den 12. august - 15. august 2016.

## Turneringsformat
Konkurrencen blev afviklet med indledende heats, semifinaler og finale. Efter de indledende heats gik de 24 bedste videre til tre semifinaler. I disse kvalificerede de to bedste sig til finalen mens der også var plads til de to bedste tider. 

## Tidsplan
Nedenstående tabel viser tidsplanen for afvikling af konkurrencen:
| Dato       | Tid   | Runde       |
| ---------- | ----- | ----------- |
| 12. august | 10:10 | Heats       |
| 13. august | 22:05 | Semifinaler |
| 15. august | 22:25 | Finale      |

## Resultater

### Heats
Kvalifikationsregel: De første 3 i hvert heat (Q) og de næste tre hurtigste (q) er videre til semifinalen.

#### Heat 1
| Rang | Atlet             | Nationalitet        | Tid     | Noter |
| ---- | ----------------- | ------------------- | ------- | ----- |
| 1    | Ayanleh Souleiman | Djibouti            | 1:45.48 | Q     |
| 2    | Amel Tuka         | Bosnien-Hercegovina | 1:45.72 | Q     |
| 3    | Boris Berian      | USA                 | 1:45.87 | Q     |
| 4    | Kléberson Davide  | Brasilien           | 1:46.14 | q     |
| 5    | Žan Rudolf        | Slovenien           | 1:46.93 | SB    |
| 6    | Antoine Gakeme    | Burundi             | 1:47.46 |       |
| 7    | Musa Hajdari      | Kosovo              | 1:48.41 |       |
| N/A  | Abraham Rotich    | Bahrain             | 1:46.80 | DQ    |

#### Heat 2
| Rang | Atlet                     | Nationalitet | Tid     | Noter |
| ---- | ------------------------- | ------------ | ------- | ----- |
| 1    | Adam Kszczot              | Polen        | 1:45.83 | Q     |
| 2    | Ferguson Cheruiyot Rotich | Kenya        | 1:46.00 | Q     |
| 3    | Andrés Arroyo             | Puerto Rico  | 1:46.17 | Q     |
| 4    | Hamada Mohamed            | Egypten      | 1:46.65 | q     |
| 5    | Rafith Rodríguez          | Colombia     | 1:46.65 | SB    |
| 6    | Boitumelo Masilo          | Botswana     | 1:48.48 |       |
| 7    | Luke Mathews              | Australien   | 1:50.17 |       |
| 8    | Brice Etès                | Monaco       | 1:50.40 |       |

#### Heat 3
| Rang | Atlet                  | Nationalitet     | Tid     | Noter |
| ---- | ---------------------- | ---------------- | ------- | ----- |
| 1    | David Rudisha          | Kenya            | 1:45.09 | Q     |
| 2    | Reinhardt van Rensburg | Sydafrika        | 1:45.67 | Q, SB |
| 3    | Michael Rimmer         | Storbritannien   | 1:45.99 | Q     |
| 4    | Clayton Murphy         | USA              | 1:46.18 | q     |
| 5    | Jinson Johnson         | Indien           | 1:47.27 |       |
| 6    | Anthony Romaniw        | Canada           | 1:47.59 |       |
| 7    | Lutimar Paes           | Brasilien        | 1:48.38 |       |
| 8    | Benjamín Enzema        | Ækvatorialguinea | 1:52.14 |       |
| 9    | Alex Beddoes           | Cookøerne        | 1:52.76 | PB    |

#### Heat 4
| Rang | Atlet            | Nationalitet             | Tid     | Noter |
| ---- | ---------------- | ------------------------ | ------- | ----- |
| 1    | Alfred Kipketer  | Kenya                    | 1:46.61 | Q     |
| 2    | Andreas Bube     | Danmark                  | 1:46.67 | Q     |
| 3    | Yassine Hathat   | Algeriet                 | 1:46.81 | Q     |
| 4    | Álvaro de Arriba | Spanien                  | 1:46.86 |       |
| 5    | Wesley Vázquez   | Puerto Rico              | 1:46.96 |       |
| 6    | Charles Jock     | USA                      | 1:47.06 |       |
| 7    | Elliot Giles     | Storbritannien           | 1:47.88 |       |
| 8    | Yiech Biel       | Olympiske flygtningehold | 1:54.67 |       |
| N/A  | Joshua Ilustre   | Guam                     | 1:58.85 | DQ    |

#### Heat 5
| Rang | Atlet              | Nationalitet | Tid     | Noter |
| ---- | ------------------ | ------------ | ------- | ----- |
| 1    | Taoufik Makhloufi  | Algeriet     | 1:49.17 | Q     |
| 2    | Mostafa Smaili     | Marokko      | 1:49.29 | Q     |
| 3    | Giordano Benedetti | Italien      | 1:49.40 | Q     |
| 4    | Sho Kawamoto       | Japan        | 1:49.41 |       |
| 5    | Jacob Rozani       | Sydafrika    | 1:49.79 |       |
| 6    | Jozef Repčík       | Slovakiet    | 1:49.95 |       |
| 7    | Nijel Amos         | Botswana     | 1:50.46 |       |
| 8    | Kevin López        | Spanien      | 1:53.41 |       |

#### Heat 6
| Rank | Athlete                 | Nationality | Time    | Notes |
| ---- | ----------------------- | ----------- | ------- | ----- |
| 1    | Brandon McBride         | Canada      | 1:45.99 | Q     |
| 2    | Marcin Lewandowski      | Polen       | 1:46.35 | Q     |
| 3    | Mark English            | Irland      | 1:46.40 | Q     |
| 4    | Jeff Riseley            | Australien  | 1:46.93 |       |
| 5    | Abubaker Haydar Abdalla | Qatar       | 1:47.81 |       |
| 6    | Pol Moya                | Andorra     | 1:48.88 |       |
| 7    | Alex Amankwah           | Ghana       | 1:50.33 |       |
| N/A  | Abdelati El Guesse      | Marokko     | N/A     | DNF   |

#### Heat 7
| Rank | Athlete                  | Nationality                | Time    | Notes |
| ---- | ------------------------ | -------------------------- | ------- | ----- |
| 1    | Pierre-Ambroise Bosse    | Frankrig                   | 1:48.12 | Q     |
| 2    | Mohammed Aman            | Etiopien                   | 1:48.33 | Q     |
| 3    | Amine Belferar           | Algeriet                   | 1:48.40 | Q     |
| 4    | Daniel Andújar           | Spanien                    | 1:48.50 |       |
| 5    | Charles Grethen          | Luxembourg                 | 1:48.93 |       |
| 6    | Peter Bol                | Australien                 | 1:49.36 |       |
| 7    | Francky-Edgard Mbotto    | Centralafrikanske Republik | 1:52.97 |       |
| N/A  | Musaeb Abdulrahman Balla | Qatar                      | N/A     | DNS   |

### Semifinaler
Kvalifikationsregel: De første to i hvert heat (Q) og de næste to, som er hurtigste (q) er videre til finalen

#### Semifinale 1
| Rang | Atlet                     | Nationalitet   | Tid     | Noter |
| ---- | ------------------------- | -------------- | ------- | ----- |
| 1    | Pierre-Ambroise Bosse     | Frankrig       | 1:43.85 | Q, SB |
| 2    | Taoufik Makhloufi         | Algeriet       | 1:43.85 | Q, SB |
| 3    | Marcin Lewandowski        | Polen          | 1:44.56 | q,SB  |
| 4    | Ferguson Cheruiyot Rotich | Kenya          | 1:44.65 | q     |
| 5    | Mostafa Smaili            | Marokko        | 1:45.78 |       |
| 6    | Kléberson Davide          | Brasilien      | 1:46.19 |       |
| 7    | Andrés Arroyo             | Puerto Rico    | 1:46.74 |       |
| 8    | Michael Rimmer            | Storbritannien | 1:46.80 |       |

#### Semifinale 2
| Rang | Atlet                  | Nationalitet        | Tid     | Noter |
| ---- | ---------------------- | ------------------- | ------- | ----- |
| 1    | Alfred Kipketer        | Kenya               | 1:44.38 | Q     |
| 2    | Boris Berian           | USA                 | 1:44.56 | Q     |
| 3    | Yassine Hathat         | Algeriet            | 1:44.81 | PB    |
| 4    | Amel Tuka              | Bosnien-Hercegovina | 1:45.24 |       |
| 5    | Reinhardt van Rensburg | Sydafrika           | 1:45.33 | PB    |
| 6    | Brandon McBride        | Canada              | 1:45.41 |       |
| 7    | Andreas Bube           | Danmark             | 1:45.87 | SB    |
| 8    | Mohammed Aman          | Etiopien            | 1:46.14 |       |

#### Semifinale 3
| Rang | Atlet              | Nationalitet | Tid     | Noter |
| ---- | ------------------ | ------------ | ------- | ----- |
| 1    | David Rudisha      | Kenya        | 1:43.88 | Q     |
| 2    | Clayton Murphy     | USA          | 1:44.30 | Q, PB |
| 3    | Adam Kszczot       | Polen        | 1:44.70 |       |
| 4    | Ayanleh Souleiman  | Djibouti     | 1:45.19 |       |
| 5    | Mark English       | Irland       | 1:45.93 |       |
| 6    | Giordano Benedetti | Italien      | 1:46.41 | SB    |
| 7    | Amine Belferar     | Algeriet     | 1:46.55 |       |
| 8    | Hamada Mohamed     | Egypten      | 1:48.17 |       |

## Medaljefordeling
| Medaljetagere         | Medaljetagere                | Medaljetagere        | Medaljetagere |
| --------------------- | ---------------------------- | -------------------- | ------------- |
| Guld                  | Sølv                         | Bronze               |               |
| David Rudisha · Kenya | Taoufik Makhloufi · Algeriet | Clayton Murphy · USA |               |